# Coelocrossa drepanucha
Coelocrossa drepanucha là một loài bướm đêm trong họ Geometridae.